# Budaörsi Latinovits Színház
A Budaörsi Latinovits Színház 2013. szeptember 11-én alakult meg a korábbi Budaörsi Játékszín átnevezésével. A színház Latinovits Zoltán Jászai Mari-, Balázs Béla-díjas és posztumusz Kossuth-díjas magyar színészről kapta nevét.

## Története
Az 1998-ban Budaörs Város Önkormányzata segítségével megalapított teátrum a 2013/14-es évadtól a Budaörsi Latinovits Színház nevet vette fel. A színház jelenlegi vezetése Berzsenyi Bellaagh Ádám igazgatóval az élen 2018 őszétől az elmúlt évek munkáját követve, az időközben szerződött társulat kvalitásaira és a budaörsi nézők igényeire támaszkodva, a mai magyar valóság jelenségeivel folyamatos párbeszédet fenntartó kortárs színházat működtet. 

## Budaörsi Latinovits Színház
A Budaörsi Latinovits Színház az egyetlen olyan állandó, kőszínházi struktúrával üzemelő színház ma Magyarországon, amely nem megyeszékhelyen vagy megyei jogú városban található. A színháznak – amely 2013-ban vette fel a posztumusz Kossuth-díjas magyar színész, Latinovits Zoltán nevét – 2015 óta van saját társulata, jelenleg 14 állandó színművészt foglalkoztat.
A Budaörsi Latinovits Színház fontos küldetésének tartja, hogy a világirodalom klasszikus és kortárs remekművei mellett évadról évadra szerepeljen repertoárjában magyar színdarab is, ezzel hívva fel a közönség figyelmét a hazai alkotók munkáira, és egyszersmind így ösztönözve a szerzőket olyan újabb és újabb művek megírására, amelyek igazul reflektálnak korunk problémáira.
A színház új időszámításában, vagyis az elmúlt évtizedben olyan neves alkotók fordultak meg Budaörsön, és térnek vissza ide rendezőként, mint Alföldi Róbert, Fehér Balázs Benő, Hegymegi Máté, Kovalik Balázs, Laboda Kornél, Lukáts Andor, Máté Gábor, Mohácsi János, Novák Eszter, Ördög Tamás, Pelsőczy Réka, Polgár Csaba, ifj. Vidnyánszky Attila vagy Zsótér Sándor.
És olyan komoly kritikai és közönségsikert arató előadások születtek itt, mint az ifj. Vidnyánszky Attila által rendezett Liliomfi, a Székely Csaba színdarabjából Alföldi Róbert által színpadra vitt Öröm és boldogság, a Pelsőczy Réka által rendezett Születésnap és Vadászat, a Berzsenyi Bellaagh Ádám rendezte Rekviem egy álomért, a Wéber Anikó azonos című ifjúsági regényéből készült Az osztály vesztese vagy a színház folyamatosan teltházzal futó, és számos rangos szakmai díjjal elismert Liliom, Kovalik Balázs első budaörsi rendezése Alföldi Róberttel a címszerepben, vagy a 2024/25-ös évad egyik sikerelőadása, a három OSZT-díjjal elismert Az igazság gyertyái.

## Társulat
A színház társulata a 2025/2026-ös évadban:
- Bohoczki Sára
- Böröndi Bence
- Bregyán Péter
- Chován Gábor
- Fröhlich Kristóf
- Hartai Petra
- Ilyés Róbert
- Juhász Vince
- Koós Boglárka
- Mertz Tibor
- Nagypál Gábor
- Spolarics Andrea
- Szőts Orsi
- Sas Zoltán
- Takács Katalin

## Igazgatói
- Frigyesi András (2013-2018)
- Berzsenyi Bellaagh Ádám (2018-)

## Bemutatók
| Évad      | Szerző                               | Cím                    | Rendező                 |
| --------- | ------------------------------------ | ---------------------- | ----------------------- |
| 2025/2026 | Jacques Offenbach – Victorien Sardou | A Répakirály           | Kovalik Balázs          |
| 2025/2026 | Pedro Almodóvar – Samuel Adamson     | Mindent anyámról       | Zsótér Sándor           |
| 2025/2026 | Anton Pavlovics Csehov               | Ványa bácsi            | Keresztes Tamás         |
| 2025/2026 | William Shakespeare                  | Julius Caesar          | Alföldi Róbert          |
| 2025/2026 | Petra Wüllenweber – Németh Nikolett  | A láthatáron           | Berzsenyi Bellaagh Ádám |
| 2025/2026 | L. Frank Baum                        | Óz, a csodák birodalma | Nyári Ádám              |
| 2025/2026 | Szőts Orsi – Németh Nikolett         | Vacok 2.               | Szőts Orsi              |
| 2025/2026 | Cseri Hanna                          | CAPTCHA                | Cseri Hanna             |